# 이장구
이장구(한국어: 익강구, 중국어: 弋江区, 병음: Yìjiāng Qū)는 중화인민공화국 안후이성 우후 시의 현급 행정구역이다. 넓이는 154km2이고, 인구는 2007년 기준으로 190,000명이다.

## 행정 구역
3개 가도, 3개 진을 관할한다.
- 가도: 弋江桥街道, 中山南路街道, 利民路街道.
- 진: 马塘镇, 鲁港镇, 火龙岗镇.